# Jorge Barandiarán Pagador
Jorge Barandiarán Pagador (Puerto Eten, Chiclayo, 25 de julio de 1919-Lima, 31 de julio de 2005) fue un político, militar y docente peruano. En su carrera en el Ejército del Perú, llegó al grado de General de división. Durante el gobierno de Juan Velasco Alvarado fue ministro de Agricultura del Perú (1969-1971) y presidente del Comando Conjunto de las Fuerzas Armadas del Perú en 1975.

## Biografía
Nació en Puerto Eten, provincia de Chiclayo, el 25 de julio de 1919, en la casa de su tío abuelo y diputado Augusto León Paredes. Fue hijo de Juan Jorge Barandiarán Barandiarán (1890-1945) y María Augusta Pagador Blondet (1894-1986). Sus tíos fueron el jurista y político José León Barandiarán y el escritor Augusto León Barandiarán. Sus primos fueron el escritor Luis León Herrera y el catedrático José León Herrera. Su hermano fue el teniente general FAP Luis Barandiarán Pagador ministro de Comercio del Perú en 1974 y miembro de la Comunidad Andina (1976-1979).
Estudió en el colegio San José de Chiclayo. En 1935, cursando el cuarto año de secundaria encabezó una revuelta y amarró en su sillón al director alemán Karl Weiss Schreiber. Luego junto con otros compañeros fueron expulsados del colegio. Estudió la carrera militar en Lima. En 1941 participó en la guerra peruano-ecuatoriana, obteniendo la membresía de la Benemérita Sociedad Fundadores de la Independencia y Defensores Calificados de la Patria. Con el grado de teniente, fue profesor del Colegio Militar Leoncio Prado. Entre 1957 y 1958 estudió en la Escuela de las Américas, en Estados Unidos; siendo compañero de Ramfis Trujillo y del ministro de Agricultura Enrique Valdez Angulo.
El teniente coronel Jorge Barandiarán fue ascendido al grado de coronel de Infantería el 1 de enero de 1961 con decreto ley 13554, siendo presidente del senado Alberto Arca Parró. Bajo el gobierno de Juan Velasco Alvarado, fue ascendido al grado de general de brigada el 1 de enero de 1969 con decreto ley 17182. Fue ministro de Agricultura del Perú (1969-1971), encargándose la ejecución de la Reforma Agraria.
En 1975 ascendió al grado de general de división. En el gobierno de Francisco Morales Bermúdez fue presidente del Comando Conjunto de las Fuerzas Armadas del Perú (1975). En abril de 1976 es nombrado presidente de SIDERPERU. Como docente enseñó en el Colegio Militar Leoncio Prado, Escuela Militar de Chorrillos, Centro de Altos Estudios Militares, entre otros. Murió a los 86 años el 31 de julio de 2005 en Lima, Perú.